# Anja Snellmanová
Anja Snellmanová, původním jménem Anja Kauranenová, (* 23. května 1954, Helsinky) je finská spisovatelka.

## České překlady
- Byla tady Soňa O. (Sonja O. kävi täällä, 1981, česky 1992 v překladu Markéty Hejkalové, ISBN 80-7116-078-4)
- Čas dotyků (Ihon aika, 1993, česky 2001 v překladu Violy Parente-Čapkové, ISBN 80-237-3613-2)
- Světadíly lásky (Rakkauden maanosat, 2005, česky 2007, Metafora, v překladu Violy Parente-Čapkové, ISBN 978-80-7359-092-5 )
- Safari klub (Safari Club 2001, česky 2009, Metafora,v překladu Lindy Dejdarové, ISBN 978-80-7359-182-3)
- Obchod s mazlíčky (Lemmikkikaupan tytöt, 2007, česky 2009, Metafora, v překladu Lindy Dejdarové, ISBN 978-80-7359-214-1)